# 臺灣香檬

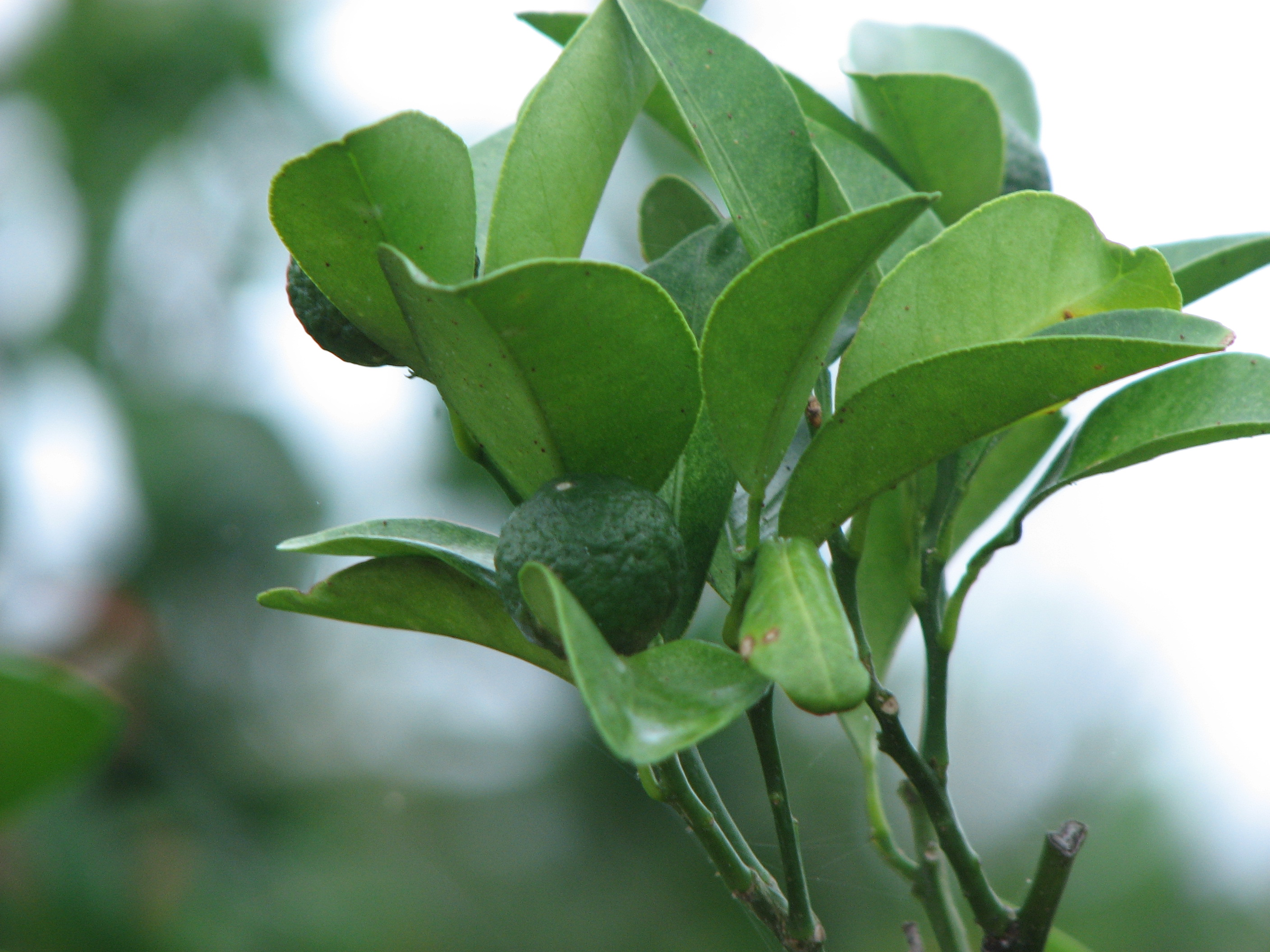
琉球群島西表島未結果

臺灣香檬（學名：Citrus depressa）又名扁實檸檬，分布在台灣、琉球及關島。客家語稱之為「山桔仔」，閩南语稱為「酸桔仔」、「山柑仔」。琉球語稱為「酸食」（シークヮーサー）。香檬與另一種作物酸桔同為芸香科柑橘屬，它們的未熟果的外觀上非常相似，但並非為同一種作物，酸桔果實在台灣新竹及苗栗一帶用於製作桔醬食用。

## 成分
含有豐富川陳皮素、橘皮素等植物類黃酮素和维生素C等等。